# Église Saint-Étienne d'Augers-en-Brie
Pour les articles homonymes, voir Église Saint-Étienne.
L'église Saint-Étienne est une église paroissiale, consacrée au martyr Étienne, située dans la commune française d'Augers-en-Brie en Seine-et-Marne.

## Histoire

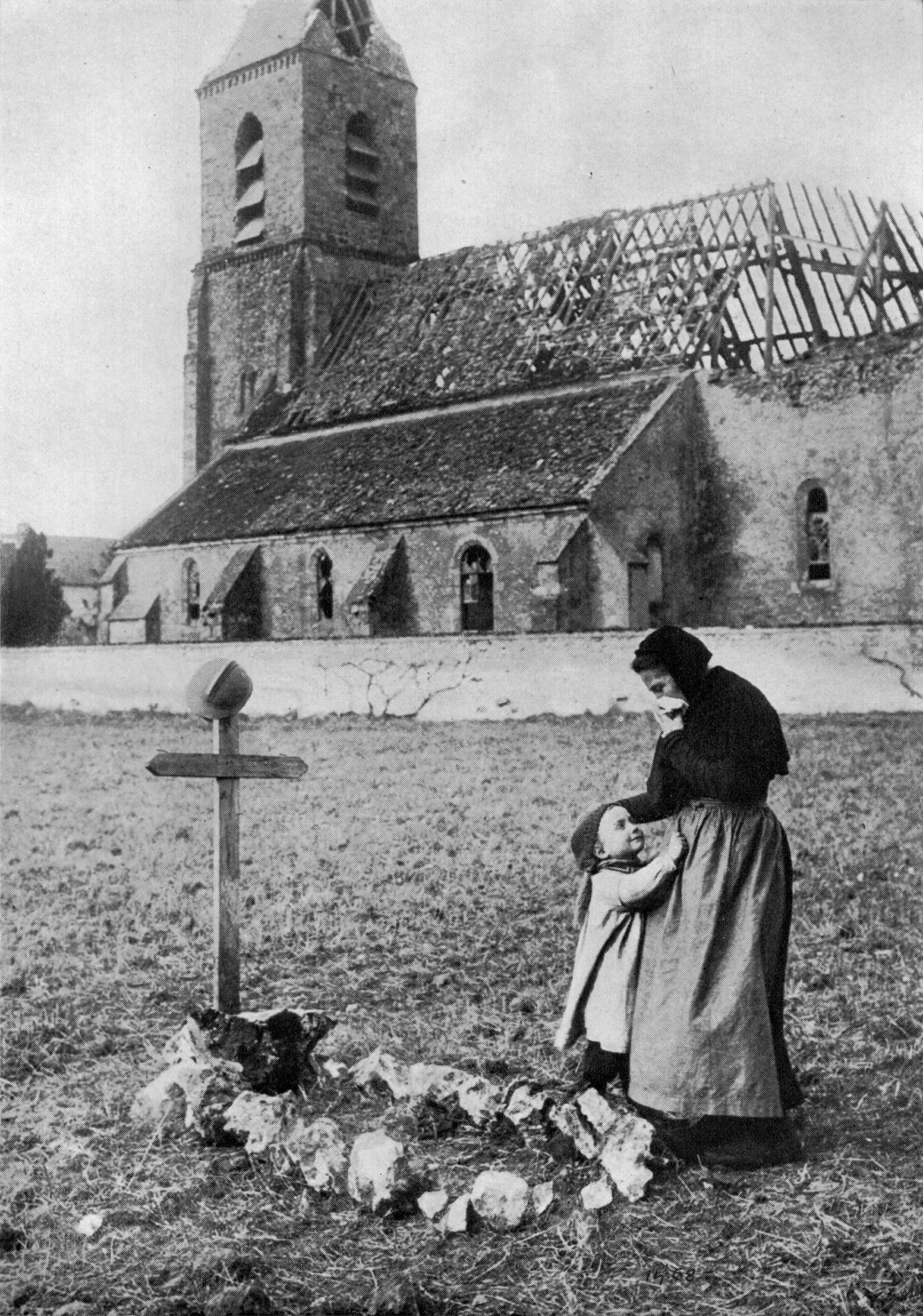
Pendant la première guerre mondiale.

Les parties les plus anciennes de l'édifice datent du XIe siècle. Le chœur fut en revanche construit au XIVe siècle.
Les bombardements de septembre 1914 endommagent le clocher et la toiture.
Elle est classée monument historique en 1917. À cette occasion, la somme de 46 766 Francs 95 est budgétée pour sa restauration.

## Description
C'est une construction de style roman.
On peut y trouver une statue de saint Étienne en bois, datant du XVIIe siècle.